# Eupithecia bifasciata
Eupithecia bifasciata es una especie de polilla de la familia Geometridae. La especie fue descrita por primera vez por William Warren habiendo sido descrita en 1900, con distribución en Panamá y el Estado de Paraná, Brasil.